# Ля Палісіада
«Ля Палісіада» — український фільм 2023 року в жанрі «пострадянський нуар», дебютний повнометражний іронічний детектив режисера Філіпа Сотниченка. Світова прем'єра відбулась 29 січня 2023 року на 52-му Роттердамському міжнародному кінофестивалі, де фільм отримав нагороду від Міжнародної федерації кінопреси FIPRESCI. Визнаний найкращим фільмом фестивалю Kino pavasaris у Вільнюсі та отримав приз за найкращу режисуру на кінофестивалі у Сараєво. Українська прем'єра відбулась 12 жовтня 2023 року на «Київському тижні критики». Нагороджений в номінації «Найкращий повнометражний ігровий фільм» — Національною премією кінокритиків «Кіноколо». Отримав дві відзнаки на восьмому фестивалі українського кіно в Польщі (Ukraina! 8. Festiwal Filmowy). Фільм був нагороджений за операторську роботу та визнаний найкращим ігровим фільмом фестивалю. На початку грудня 2023-го став переможцем 41-го Torino Film Festival. Номінований на премію Європейської кіноакадемії в категорії «Відкриття року — приз FIPRESCI». Номінований у 14-ти категоріях на премію «Золота дзиґа». Прокат в Україні з 11 січня 2024 року.

## Сюжет
Судовий психіатр стикається із заплутаною історією вбивства міліціонера за кілька місяців до підписання протоколу № 6 Європейської конвенції з прав людини, який передбачав відмову від смертної кари.

## Виробництво
Робота над проєктом тривала протягом п'яти років. Виробництво фільму було підтримано Державним агентством України з питань кіно. Для створення атмосфери 1990-х, автори поєднали фільмування на магнітну стрічку із сучасними цифровими технологіями. Знімальна група вивчала старі відеозаписи та фотографії, оперативні відео міліції. За словами режисера, на нього вплинули рішення та манера зйомки 1980-1990-х років, фільми Міхаеля Ганеке («Приховане», 2005), Корнеліу Порумбою («Поліцейський, прикметник», 2009), Кіри Муратової та деякі інші стрічки.

## Нагороди та номінації
- Номінований на премію Європейської кіноакадемії в категорії «Відкриття року — приз FIPRESCI» 2023.
- Приз ФІПРЕССІ на Роттердамському міжнародному кінофестивалі[5], Нідерланди.
- Найкращий фільм 41-го Туринського кінофестивалю, Італія.
- Найкращий режисер (Філіп Сотниченко) — «Серце Сараєва» Міжнародного кінофестивалю в Сараєво[5], Боснія і Герцеговина.
- Найкращий фільм — Вільнюський міжнародний кінофестиваль Kino pavasaris, Литва.[7]
- Конкурсна програма «Zabaltegi-Tabakalera» кінофестивалю у Сан-Себастьяні, Іспанія.
- Найкращий повнометражний ігровий фільм — Національна премія кінокритиків «Кіноколо», Україна.
- Фільм року за версією премії «Чорний лотос», Україна.
- Номінований у 14-ти категоріях на премію «Золота дзиґа».